# Trumniaki
Trumniaki – buty popularne w latach 50. XX w. Były to przerobione domowym sposobem białe tenisówki, z których wycinało się środkową część z dziurkami i sznurówkami, obszywało czarną tasiemką i malowało na czarno tuszem do rysunków technicznych. Buty takie, na łamach tygodnika „Przekrój”, zaproponowała czytelniczkom Barbara Hoff. Nazwa „trumniaki” nawiązywała do tekturowych butów, w jakich chowało się w ówczesnych czasach zmarłych. Prawdopodobnie nazwę tę butom przypisała Stefania Grodzieńska w jednym ze swoich felietonów o Alicji.